# Корін Ле Квер
Корінн Ле Квер (фр. Corinne Le Quéré; нар. липень 1966) — французько-канадська вчена; професор досліджень з питань зміни клімату Королівського суспільства в Університеті Східної Англії (УСА) та колишній директор Центру досліджень зміни клімату Тіндалла. Вона є головою Вищої ради з питань клімату Франції та членом Комітету зі зміни клімату у Великій Британії. Її дослідження зосереджені на взаємодії між кругообігом вуглецю та зміною клімату. Нагороджена Орденом Британської імперії. Член Лондонського Королівського Товариства.

## Освіта
Ле Квер отримала ступінь бакалавра з фізики в Монреальському університеті, магістра з атмосферних та океанічних наук в Університеті Макгілла та кандидата наук з океанографії в Паризькому університеті VI.

## Кар'єра та дослідження
Вона була співголовою Глобального вуглецевого проєкту (англ. Global Carbon Project; GCP) з 2009 по 2013 рік. У рамках GCP вона ініціювала і керувала протягом десятиліття щорічне видання Глобального вуглецевого бюджету. Протягом 2014—2017 років вона була членом Наукового комітету платформи «Майбутня Земля» для досліджень сталого розвитку. Вона є автором третьої, четвертої та п'ятої доповідей Міжурядової комісії з питань зміни клімату. Вона проводила дослідження в Принстонському університеті в США (1992—1996), в Інституті біогеохімії ім. Макса Планка в Німеччині (2000—2005), а також спільно між англ. UEA та Британською антарктичною службою у Великій Британії (2005—2010).

## Вибрані публікації
Повний список рецензованих публікацій Ле Квер можна знайти в її профілі Publons.
- Fossil CO2 emissions in the post-COVID-19 era (2021). Le Quéré, C. et al., Nature Climate Change, 11, 197—199, 11, 197—199, https://doi.org/10.1038/s41558-021-01001-0.

- Temporary reduction in daily global CO2 emissions during the COVID-19 forced confinement (2020). Le Quéré, C. et al., Nature Climate Change, 10, 647—653, https://doi.org/10.1038/s41558-020-0797-x.

- Global Carbon Budget 2020 (2020). Friedlingstein et al., 12, 3269–3340, https://essd.copernicus.org/articles/12/3269/2020/ [Архівовано 7 червня 2021 у Wayback Machine.].

- Drivers of declining CO2 emissions in 18 developed economies (2019). Le Quéré, C. et al., Nature Climate Change, 5, 213—217, https://rdcu.be/bor0g.

- Decadal trends in the ocean carbon sink (2019). DeVries, T., C. Le Quéré, et al., PNAS, 118, 11646-11651, https://doi.org/10.1073/pnas.1900371116.

- Role of zooplankton dynamics for Southern Ocean phytoplankton biomass and global biogeochemical cycles (2016). Le Quéré, C. et al., Biogeosciences, 23, 4111-4133, https://doi.org/10.5194/bg-13-4111-2016.

- Trends in the sources and sinks of carbon dioxide (2009). Le Quéré, C. et al., Nature Geoscience, 6, 831—836, https://doi.org/10.1038/ngeo689.

## Інші публікації
- The life scientific: Corinne Le Quéré on the global carbon cycle.[20]

- Inside the mind of a climate change scientist, TEDxWarwick, квітень 2019.[21]

## Почесні відзнаки та нагороди
У 2012 році Ле Квер була нагороджена премією Клода Берто від Французької академії наук, першою медаллю Коперника від англ. Copernicus Gesellschaft e.V. у 2013/2014 рр., і була щорічним викладачем Боліна в Стокгольмському університеті у 2014 р.
У 2015 році вона отримала медаль Блеза Паскаля за науку про Землю та навколишнє середовище від Європейської академії наук та англ. Grande Médaille Albert 1er de Monaco, відділ науки.
У 2016 році Ле Квер була обрана членом Королівського товариства.
У 2016 році вона потрапила до числа 20 «жінок, які ведуть дискусії щодо кліматичних змін» на Паризькій угоді 2015.
У 2019 році Ле Квер відзначена командором ордена Британської імперії в честі дня народження 2019 за заслуги в галузі науки про кліматичні зміни.
У 2019 році вона також виграла медаль принца Альберта I і отримала статус фр. Chevalier французького Почесного легіону.
У 2020 році вона отримала премію Хайнекена за екологічні науки за свої міждисциплінарні дослідження взаємодії між зміною клімату та вуглецевим циклом.